# 팡뤄시
팡뤄시(중국어: 方若曦, 병음: Fang Ruoxi, 한자음: 방약희, 2002년 3월 21일 ~ )는 중화인민공화국의 바둑 기사이다. 구이저우성 안순시 출신으로 중국기원 소속의 4단이다.

## 경력
구이저우성 안순시에서 태어났다. 항저우 바둑학교에서 공부했고, 2017년 프로 바둑에 입단했다. 2018년 2단을 거쳐 2019년에 3단과 4단으로 각각 승단했다. 2021년 제4회 오청원배 세계여자바둑대회 본선에 진출하여 인밍밍과 루이나이웨이에게 승리를 거두고 8강에 진출했다.